# باشگاه فوتبال لیورنو
باشگاه فوتبال لیورنو (به ایتالیایی: A.S. Livorno) باشگاه فوتبال ایتالیایی است که در شهر لیورنو قرار دارد.
این باشگاه در سال ۱۹۱۵ تأسیس شده‌است.
رحمان رضایی بازیکن ایرانی دو فصل در این تیم حضور داشته‌است.